# Timarc de Milet
Timarc de Milet (en llatí Timarchus, en grec antic Τίμαρχος) fou tirà de Milet.
Va ser deposat per Antíoc II, fill d'Antíoc I Sòter. Aquesta destitució sembla que fou molt ben acollida pels milesis, que no simpatitzaven amb el seu tirà, i van donar al seu alliberador el sobrenom de Theós (Θεός). Sembla que el van matar l'any 258 aC.